# Clubul Sportiv Dinamo București (pallavolo femminile)
Il Clubul Sportiv Dinamo Bucareşti è una società pallavolistica femminile rumena con sede a Bucarest: milita nel campionato di Divizia A1.

## Storia
Fondata nel 1948, la Dinamo Bucarest inizia sin dall'inizio a macinare successi nel campionato rumeno: la prima vittoria arriva infatti nel 1957 e la serie continua fino al 1968, interrotta esclusivamente da qualche vittoria del Rapid Bucarest e del Clubul Feminin de Volei Penicilina Iasi. Il periodo dal 1974 al 1985 corrisponde a quello di maggior splendore per il club con una serie di undici vittorie consecutive in campionato: nonostante numerose partecipazioni alle competizioni europee non è mai riuscito a raggiungere traguardi rilevanti.
Al 1989 risale l'ultima vittoria in campionato: da allora la squadra ha collezionato al massimo secondi e terzi posti, sopraffatta dal Rapid e dal Clubul Sportiv Universitar Metal Galați.

## Rosa 2013-2014
| N° | Nome              | Ruolo | Data di nascita  | Nazionalità sportiva |
| -- | ----------------- | ----- | ---------------- | -------------------- |
| 1  | Diana Nenova      | P     | 16 aprile 1985   | Bulgaria             |
| 2  | Irina Andreica    | P     | 24 dicembre 1994 | Romania              |
| 3  | Ana-Maria Ştefan  | L     | 20 aprile 1981   | Romania              |
| 5  | Alida Marcovici   | C     | 20 marzo 1973    | Romania              |
| 6  | Cvetelina Zarkova | C     | 18 dicembre 1986 | Bulgaria             |
| 7  | Liana Smărăndache | C     | 9 agosto 1989    | Romania              |
| 8  | Loredana Filipaş  | C     | 18 marzo 1997    | Romania              |
| 9  | Olga Točko        | S     | 1º luglio 1982   | Lettonia             |
| 10 | Ioana Baciu       | S/O   | 4 gennaio 1990   | Romania              |
| 11 | Diana Cărbuneanu  | S     | 23 agosto 1995   | Romania              |
| 12 | Marija Karakaševa | S     | 27 ottobre 1988  | Bulgaria             |
| 13 | Daniela Mincă     | P     | 14 luglio 1971   | Romania              |
| 14 | Mirela Corjeutanu | S     | 6 luglio 1977    | Romania              |
| 15 | Mihaela Pamfil    | S     | 18 novembre 1996 | Romania              |
| -  | Nicoleta Manu     | L     | 3 dicembre 1980  | Romania              |

## Palmarès
- Campionato rumeno: 21

1956-57, 1957-58, 1959-60, 1960-61, 1961-62, 1962-63, 1965-66, 1966-67, 1968-69, 1974-75,
1975-76, 1976-77, 1977-78, 1978-79, 1979-80, 1980-81, 1981-82, 1982-83, 1983-84, 1984-85,
1988-89
- Coppa di Romania: 2

2009-10, 2011-12